# Al Haig
Allan Warren Haig (Newark (New Jersey), 22 juli 1924 – New York, 16 november 1982) was een Amerikaanse jazzpianist en een van de pioniers van de bop.

## Biografie
Haig speelde vanaf 1944 met Dizzy Gillespie (Town Hall, New York, 22 juni 1945), Tiny Grimes en Charlie Parker (Bird at St. Nick's, 1950) en behoorde daarna tot 1946 tot de band van Gillespie en vervolgens tot de band van Parker, in 1947/1948 werkte hij samen met Eddie Lockjaw Davis, Ben Webster en Jimmy Dorsey. Met Charlie Parker speelde hij in mei 1949 tijdens het Festival International 1949 de Jazz in Parijs,voordat hij tussen de zomer van 1949 en 1951 speelde bij Stan Getz en meewerkte aan diens legendarische opnamen voor Roost Records. Miles Davis haalde hem bij zijn nonet, waarmee hij de eerste opnamen voor Birth of the Cool doorvoerde. Haig speelde vaak ook buiten het jazzverband. Tijdens de jaren 1950 en 1960 kwamen er langere stadia van muzikale inactiviteit. In 1954/1955 werkte hij echter samen met Chet Baker, in 1956 met Gillespie en in 1960 met Perry Lopez.
In 1968 overleed zijn echtgenote Bonnie onder mysterieuze omstandigheden, zodat hij als moordverdachte voor de rechtbank stond. G. Rutan beschrijft het proces in haar boek Death of a Bebop Wife (Redwood, NY:Cadence Jazz Books, 2007).
Al Haig, die een terughoudende, door Bud Powell geïnspireerde stijl speelde, telt als een van de leidende pianisten van de bop-periode, die bij periodieke opnamen meewerkte, als de eerste opname van Hot House (1945, met Parker en Gillespie) en Miles Davis' opname van Godchild (1949).

## Overlijden
Al Haig overleed in november 1982 op 58-jarige leeftijd.

## Discografie
- 1948: Out Of Nowhere (met C. Parker)
- 1949: Highlights in Modern Jazz: Al Haig
- 1950: The Song Is You (met Stan Getz)
- 1950: Opus Caprice (met Stan Getz)
- 1954: Al Haig Trio
- 1954: Al Haig Quartet
- 1965: Al Haig Today!
- 1974: Invitation
- 1976: Summertime (met Stan Getz)
- 1977: I Remember Bebop (met Stan Getz)
- 1977: Ornithology
- 1978: Al Haig Plays the Music of Jerome Kern
- 1980: Inner City
- 1982: Bebop Live

- Bibliothèque nationale de France: cb138948887 (data)
- CiNii: DA16549963
- Gemeinsame Normdatei: 134395689
- International Standard Name Identifier: 0000 0000 5514 0001
- Library of Congress Control Number: n82165264
- MusicBrainz: 3f95b7c3-deba-4698-b12d-596d83c907e5
- National Archives and Records Administration: 10568261
- Nederlandse Thesaurus van Auteursnamen: 097853321
- Istituto Centrale per il Catalogo Unico: LO1V266543
- SNAC: w6mg7wk8
- Système universitaire de documentation: 080495400
- Virtual International Authority File: 34643332
- WorldCat: E39PBJxWTRTPwXQPrBWH9Y6R8C